# Miguel Obando Bravo
Miguel Obando Bravo S.D.B. (1926–2018) là một Hồng y người Nicaragua của Giáo hội Công giáo Rôma. Ông từng đảm nhận vai trò Hồng y Đẳng Linh mục Nhà thờ S. Giovanni Evangelista a Spinaceto từ năm 1985 đến năm 2018, Tổng giám mục đô thành Tổng giáo phận Managua trong suốt 35 năm, từ năm 1970 đến khi hồi hưu năm 2005.
Vốn là một giáo sĩ trong vai trò lãnh đạo giáo hội địa phương, ông từng đảm trách nhiều vai trò tại Nicaragua như: Giám mục Phụ tá Giáo phận Matagalpa (1968–1970). Ngoài lãnh đạo các giáo phận được bổ nhiệm, ông còn đóng vai trò Chủ tịch Hội đồng Giám mục Nicaragua trong các khoảng thời gian: 1971–1975, 1979–1983, 1985–1989, 1993–1997, 1999–2005. Từ năm 1976 đến năm 1981, ông còn đảm nhiệm vai trò Chủ tịch Liên Hội đồng Giám mục Trung Mỹ và Panama. Ông được vinh thăng Hồng y ngày 25 tháng 5 năm 1985, bởi Giáo hoàng Gioan Phaolô II.

## Tiểu sử
Hồng y Miguel Obando Bravo sinh ngày 2 tháng 2 năm 1926 tại La Libertad, Nicaragua. Sau quá trình tu học dài hạn tại các cơ sở chủng viện theo quy định của Giáo luật, ngày 10 tháng 8 năm 1958, Phó tế Bravo, 32 tuổi, tiến đến việc được truyền chức linh mục. Cử hành nghi thức truyền chức cho tân linh mục là Tổng giám mục Giuseppe Paupini, Sứ thần Tòa Thánh tại El Salvador và Guatemala.
Sau gần 10 năm thi hành các công việc mục vụ với thẩm quyền và cương vị của một linh mục, ngày 18 tháng 1 năm 1968, Tòa Thánh loan tin Giáo hoàng đã quyết định tuyển chọn linh mục Miguel Obando Bravo, 42 tuổi, gia nhập Giám mục đoàn Công giáo Hoàn vũ, với vị trí được bổ nhiệm là Giám mục Phụ tá Giáo phận Matagalpa, danh nghĩa Giám mục hiệu tòa Putia in Byzacena. Lễ tấn phong cho vị giám mục tân cử được tổ chức sau đó vào ngày 31 tháng 3 cùng năm, với phần nghi thức chính yếu được cử hành cách trọng thể bởi 3 giáo sĩ cấp cao, gồm chủ phong là Giám mục Marco Antonio García y Suárez, Giám mục chính tòa Giáo phận Granada; hai vị giáo sĩ còn lại, với vai trò phụ phong, gồm có Giám mục Clemente Carranza y López, Giám mục chính tòa Giáo phận Esteli và Giám mục Julián Luis Barni Spotti, giám mục Địa phận Juigalpa. Tân giám mục chọn cho mình khẩu hiệu: OMNIBUS OMNIA FACTUS.
Chỉ hai năm sau khi được tuyển chọn vào hàng ngũ giám mục và đảm đương vai trò của một Giám mục phụ tá, Giám mục Miguel Obando Bravo đã được Tòa Thánh thăng Tổng giám mục, qua việc bổ nhiệm giám mục này làm Tổng giám mục đô thành Tổng giáo phận Managua. Thông báo về việc bổ nhiệm này được công bố cách rộng rãi vào ngày 16 tháng 2 năm 1970.
Tuy suốt trong sự nghiệp giám mục ông không được bổ nhiệm cai quản nhiều nhiệm sở khác nhau, nhưng Tổng giám mục Miguel Obando Bravo lại đóng một vai trò hết sức quan trọng trong Hội đồng Giám mục quốc gia, cụ thể, ông có đến 5 giai đoạn không liền nhau đảm đương cương vị Chủ tịch Hội đồng Giám mục Nicaragua, cụ thể là vào các giai đoạn: từ năm 1971 đến năm 1975, tái đắc cử năm 1979 và giữ vai trò đến năm 1983, từ năm 1985 đến năm 1989, từ năm 1993 đến năm 1997 và trong giai đoạn từ năm 1999 đến năm 2005.
Bằng việc tổ chức công nghị Hồng y năm 1985 được cử hành ngày 25 tháng 5, Giáo hoàng Gioan Phaolô II quyết định vinh thăng Tổng giám mụcMiguel Obando Bravo tước vị danh dự, Hồng y. Tân Hồng y thuộc Đẳng Hồng y Linh mục và Nhà thờ Hiệu tòa được chỉ định là Nhà thờ S. Giovanni Evangelista a Spinaceto.
Ngày 1 tháng 4 năm 2005, Tòa Thánh chấp thuận đơn xin hồi hưu của ông vì ý do tuổi tác, theo Giáo luật. Ông qua đời ngày 3 tháng 6 năm 2018, thọ 92 tuổi.